# Баден (Пенсилванија)
Баден (енгл. Baden) град је у америчкој савезној држави Пенсилванија.

## Демографија
По попису из 2010. године број становника је 4.135, што је 242 (-5,5%) становника мање него 2000. године.
| Група             | 2000.         | 2010.         |
| Белци             | 4.293 (98,1%) | 3.980 (96,3%) |
| Афроамериканци    | 32 (0,7%)     | 63 (1,5%)     |
| Азијати           | 6 (0,1%)      | 13 (0,3%)     |
| Хиспаноамериканци | 25 (0,6%)     | 38 (0,9%)     |
| Укупно            | 4.377         | 4.135         |